# Đảo Daebu
Daebu Island là một hòn đảo nằm trong vùng biển Hoàng Hải, thuộc phạm vi của thành phố Ansan, tỉnh Gyeonggi. Hòn đảo này có diện tích khoảng 41,98 km² với hơn 7.114 người cùng sinh sống.